# Атакишиев, Фарид Эхтирам оглы
Фарид Эхтирам оглы Атакишиев (азерб. Atakişiyev Fərid Ehtiram oğlu; род. 16 ноября 1990, Баку) — азербайджанский игрок в мини-футбол. Защитник клуба «Экол» (Баку). Являлся капитаном молодёжной (до 21) сборной Азербайджана по мини-футболу. В настоящее время игрок взрослой сборной.

## Биография
Футзалом, в который его привёл тренер Шахин Мамедов, занимается с 2004 года. Тренировался также под руководством Ровшана Бабаева и Бабы Аскерова.

## Клубная карьера
Карьеру футболиста начал в 2004 году с выступления в составе МФК «Рефарма» (Баку). Далее выступал в клубах МФК «Star GSM» (Баку) (ранее именовавшейся «Олимпик») и МФК «Сумгаит». С 2008 года защищает цвета МФК «Экол» (Баку). В 2009 году был признан «Лучшим защитником» Международного турнира по мини-футболу, памяти А. Н. Егоровав Минске. Также признан «Лучшим игроком» финальной игры кубка Азербайджана сезона 2008/09.

## Сборная
С 2008 года защищал цвета молодёжной сборной Азербайджана по футзалу, являясь при этом её капитаном. В составе молодёжной сборной Азербайджана участвовал в групповых отборочных матчах чемпионата Европы против сборных Голландии, Ирландии и Андорры, став лучшим бомбардиром сборной с 4 забитыми мячами.

## Достижения
- Серебряный призёр чемпионата Азербайджана: 2005
- Бронзовый призёр чемпионата Азербайджана: 2006
- Финалист кубка Азербайджана: 2007, 2008